# Front Mission 2

Front Mission 2 (яп. フロントミッション セカンド Фуронто Миссён Сэкандо) — тактическая ролевая игра из серии Front Mission, разработанная и выпущенная компанией Square Co. в 1997 году для приставки PlayStation. В 2006 году была переиздана в рамках программы Ultimate Hits, позже стала доступной для загрузки через сервис PlayStation Network. Официально игра не выходила нигде, кроме Японии, однако существует любительский перевод на английский язык, выполненный группой поклонников серии.

## Игровой процесс
Игровой процесс во многом напоминает первую часть, на небольшой карте, поделённой на квадраты, проходят сражения ванзеров (больших боевых роботов). Существенное отличие заключается в графике, которая приобрела трёхмерность (при том, что в некоторых местах по-прежнему остались двухмерные спрайты). Во второй части впервые появилась система очков действия (Action Point), присутствующая во всех последующих играх. Её суть заключается в том, что на каждое действие, будь то атака или передвижение, ванзер тратит определённое количество очков АР. Очки полностью восстанавливаются после каждого раунда, и максимальное их количество зависит от уровня пилота. По-прежнему присутствует колизей, где можно за деньги проводить матчи между роботами. Игроку доступны магазины, в которых можно покупать различные части для своих боевых машин, оружие и пр. В игре есть встроенный псевдо-интернет с последними новостями из игрового мира — впоследствии эта система будет развита в геймплее Front Mission 3.

## Сюжет
События Front Mission 2 разворачиваются в республике Алордеш (бывший Бангладеш) в июне 2102 года. История описывает приключения солдата Эша Фарука и офицера Лизы Стэнли, служащих в армии Объединённого Океанического Союза (OCU). Героям предстоит борьба с революционной армией республики, которая стремится силовым путём выйти из союза.

## Саундтрек
Музыку для игры написала Норико Мацуэда, работавшая и над первой частью. Саундтрек, состоящий из 43-х звуковых дорожек, вышел на отдельном диске 21 сентября 1997 года. Сама же игра в Японии была коммерчески успешной и удостоилась одобрительных отзывов. Продажи составили 496 тысяч копий — восемнадцатое место в чарте 1997 года. Журнал Famitsu дал второй части 32 балла из 40, поставив её на 63-е место в списке лучших игр для приставки PlayStation. Среди отрицательных качеств отмечалась слишком долгая загрузка — перед каждым событием во время битвы порой приходится ждать до десяти секунд. Проблема была решена в переиздании Ultimate Hits, где появилась возможность отключения анимации боёв. Также игра выходила в составе сборника Front Mission History, куда, кроме неё, вошли первая и третья части.